# Edward Gorecki
Edward Gorecki (zm. 5 października 1902 w Tyśmieniczanach) – poseł do Sejmu Krajowego Galicji V kadencji (1883–1889), c.k. radca Namiestnictwa, starosta skałacki około 1879, starosta stanisławowski około 1882, starosta przemyski w latach 1887–1897.
Wybrany do Sejmu Krajowego z IV kurii okręgu wyborczego nr 28 Stanisławów-Halicz. Zatwierdzenie wyboru odłożono do wyjaśnienia protestów, uznano wybór 16 października 1883.
W czerwcu 1898 otrzymał Order Korony Żelaznej III klasy. Obywatel honorowy Halicza (1887), Skałata, Grzymałowa.  W grudniu po 40 latach służby został przeniesiony w stan spoczynku. Zmarł i został pochowany w Tyśmieniczanach.